# Miranda Grit
Miranda Grit (Beilen, 1974) is een Nederlandse verslaggeefster, regisseur en data-journaliste.
Van 1994 tot 2000 deed ze de School voor journalistiek aan de Hogeschool Windesheim in Zwolle.
Miranda Grit werkte daarna bij regionale omroepen. Hierna stapte ze over naar het actualiteitenprogramma Netwerk van de Nederlandse publieke omroep. Toen dat programma stopte werd zij verslaggever voor het reportage- en opinieprogramma Altijd Wat van de NCRV. Grit werkt sinds de eerste uitzending in 2015 bij het onderzoeksprogramma De Monitor. 

## Erkenning
In 2006 kreeg zij een Tegel voor Amerika vijf jaar na 9/11 in de categorie 'Talent'. De persoonlijke verhalen van de mensen in de reportage lieten zien dat er in de vijf jaar na de aanslagen een omslag heeft plaatsgevonden in het denken over het binnenvallen van Irak. Grit maakte deze uitzending voor Netwerk en werd door de jury gekozen omdat Als je een onderwerp dat zovele malen is behandeld, zo verslaat als Miranda Grit, dan heb je echt talent”.

## Prijs
- De Tegel (2006)